# Chronik der Stadt Düren/1601–1700
Diese Liste ist eine Teilliste der Chronik der Stadt Düren. Sie listet datierte Ereignisse des 17. Jahrhunderts in Düren auf. 

## 1603
- Bau eines Verbindungsganges am Wirteltor.

## 1604
- Verstärkung der Befestigung am Obertor.

## 1606
- Das Kornhaus wird für 1030 Goldgulden an Leonhard Rocus versteigert.

## 1607
- Carsilius Kurth von Schoenecken erhält die landesfürstliche Genehmigung zum Umbau seiner Kupfermühle in Mariaweiler in eine Papiermühle.

## 1608
- Bau der Fleischhalle auf dem Viehmarkt.

## 1609
- Die Lutheraner halten ihren ersten öffentlichen Gottesdienst im Rathaus ab
- 31. Juli: Düren kommt nach Aussterben des Hauses Kleve-Mark unter die Herrschaft der beiden Haupterbberechtigten Pfalz-Neuburg und Brandenburg.
- 23. Oktober: Dürener Wachtordnung: Jeder Bürger muss selbst oder durch Stellvertreter Wachdienst leisten.
- 19. Dezember: Herzog Wolfgang Wilhelm besetzt Düren und macht es zur Garnisonsstadt (4 Kompanien brandenburgischer und neuburgischer Truppen).
- Weihnachten: Die lutherische Gemeinde hält in der Wohnung des Stadtschreibers Wilhelm Deutgen auf dem Altenteich den Weihnachtsgottesdienst ab.

## 1610
- An der Stadtmauer nahe beim Obertor wird die herzogliche Rentmeisterei erbaut.
- Den Reformierten wird das obere Stockwerk der Fleischhalle auf dem Viehmarkt, heute Kaiserplatz, als Predigerhaus zur Verfügung gestellt.
- Neben dem Rathaus in der Weierstr. wird das erste Spritzenhaus gebaut (genutzt bis 1887).
- Synode der Reformierten in Düren.

## 1611
- In Augsburg erscheint eine Radierung mit der Ansicht Dürens.

## 1613
- Zollstreit Dürens mit Köln.
- 4. Februar: Die beiden Dürener Bürger Hillebrand Sensenschmitt und Diederich Bürvenich erhalten die Konzession zur Gründung der Lendersdorfer Eisenhütte.

## 1616
- Brand des Cellitinnenklosters und der Klosterkirche. Beides wurde völlig vernichtet.
- 18. August: Der Schultheiß erlässt eine Verfügung über Feuersicherheit und Sauberkeit in der Stadt.

## 1618
- Beginn des Dreißigjährigen Krieges.
- Erster Brand eines Turmes der Annakirche durch Blitzeinschlag.
- 31. August: Ordnung des Tuchhandels.

## 1619
- 14. Juli: Die 2. Kirche der Cellitinnen wird eingeweiht (1861 abgebrochen) und der hl. Gertrudis geweiht.

## 1627
- 7. August: Der Stadtrat genehmigt den Bau eines Annuntiatenklosters in Düren in der Zehnthofstraße.

## 1628
- Spanier lagern in Düren.
- Erste urkundliche Erwähnung der katholischen Elementarschule für Knaben als dauernde Einrichtung unter städtischer Förderung.
- Die reformierte Gemeinde darf bis 1648 keine öffentlichen Gottesdienste mehr abhalten.
- 13. März: Gründung der Jesuitenniederlassung in Düren durch Pater Nikolaus Lehm aus Aachen und Pater Hubert Rütten aus Trier, beide aus Düren gebürtig.
- 1. Juni: Die Zünfte bitten den Rat um Förderung der Jesuitenniederlassung.
- 28. Juli: Der Herzog übergibt den Jesuiten das alte Pastorat.
- 24. Oktober: Um 18 Uhr erreichen 6 Chorschwestern der Annuntiaten (Orden von der Verkündung Mariens), von Antwerpen kommend, Düren.

## 1629
- Eine große Seuche bricht aus.
- Anbau einer Kapelle zu Ehren des Pestheiligen Rochus an die Franziskanerkirche.
- 12. März: Herzog Wolfgang Wilhelm überträgt den Jesuiten endgültig die Annapfarre. Die Jesuiten hatten schon vorher die vakante Pfarrerstelle übernommen.

## 1630
- Vollendung des Klosterneubaues der Cellitinnen.
- 25. März: Die Jesuiten gründen die Marianische Sodalität.
- Herzog Wolfgang Wilhelm belehnt Melchior von Courtenbach mit dem Forsthof, später Oberstr. 89, abgebrochen 1981.

## 1632
- In der Franziskanerkirche wird die Erzbruderschaft der Heiligen St. Rocus und St. Sebastianus gegründet.

## 1634
- Der erste Dürener Stadtplan von Wenzeslaus (Wenzel) Hollar erscheint.

## 1635
- Die Kapuziner kommen nach Düren.
- Der kaiserliche Feldherr Fürst Ottavio Piccolomini rückt in die Vorstädte Dürens ein.

## 1636
- Piccolomini besetzt Düren.
- Die Jesuiten erhalten den nach ihnen benannten Gutshof im Süden der Stadt (Jesuitenhof), heute Standort eines Hallenbades. Der Hof hieß früher „Meyradtshof“.
- 28. Mai: Das Wilhelmitenkloster Bernardfagne schenkt dem Kloster Bethanien (Franziskaner) eine Rochus-Reliquie.
- 19. Dezember: Umwandlung der bisherigen städtischen Lateinschule in ein Jesuitengymnasium.

## 1638
- Der kaiserliche Truppenführer Guillaume de Lamboy bombardiert Düren.
- Erste Erwähnung der Annakirmes als Markt in einer Akte vom 18. September 1638.

## 1639
- 31. Dezember: Die kaiserlichen Truppen unter General von Lamboy brennen die Vorstädte nieder.

## 1640
- Jakob Polius, der erste Geschichtsschreiber der Stadt Düren, vollendet seine Geschichtliche Abhandlung über die heilige Anna.
- Düren wird besetzt.

## 1641
- Die Franziskaner erhalten zwei Reliquien der Mutter Anna.

## 1642
- 24. Februar – 25. Mai: Weimarer und Hessen unter General Rosen halten Düren besetzt.
- 30. Mai: Freie Söldnertruppen unter Franz von Bronckhorst besetzen Düren und reißen einen Teil der Vorstädte ab.
- 25. Oktober: Die Söldner räumen Düren vor den kaiserlichen Truppen. Bald rücken die kaiserlichen Truppen ab.

## 1643
- Die Annuntiaten kaufen das Gewandhaus Ecke Bongard/Altenteich als neues Klostergebäude. Dort wohnen sie nur ein Jahr. Dann kehrten sie wieder in das wiederaufgebaute Kloster in der Zehnthofstr. zurück.
- 11. September: Der hessische General Ernst Albrecht von Eberstein beschießt Düren, zieht jedoch auf Veranlassung des Herzogs von Jülich wieder ab.
- Oktober: Hessen beschießen Düren erneut und erzwingen die Übergabe, doch Graf von Hatzfeld nötigt sie wieder zum Abzug.

## 1644
- 29. Juni: Die reformierte Gemeinde zu Düren besteht aus 211 Seelen.
- 10./11. April: Graf Christian von Nassau-Siegen und Oberst Mandelslo verdrängen die Hessen aus Düren.
- Juni: Neue Kämpfe mit den Hessen.

## 1645
- Dürens Torbefestigungen werden aus Besorgnis vor einem neuen Angriff der Hessen verstärkt.

## 1646
- Hessische und weimarische Soldaten belagern Düren und zerstören die Vorstädte, ziehen aber aufgrund der starken Gegenwehr wieder ab.

## 1647
- 9. Dezember: Guillaume de Lamboy erobert Düren und hält es neun Monate lang besetzt.

## 1648
- 20. September: Nach dreiwöchiger Belagerung wird Düren den Hessen übergeben.
- Ende Oktober: Düren erfährt durch Eilboten den am 24. Oktober 1648 erfolgten Abschluss des Westfälischen Friedens (Ende des Dreißigjährigen Krieges).
- November: Die Hessen ziehen aus Düren ab.

## 1649
- Neue Feldordnung
- 12. Juli: Die reformierte Kirche kauft die Fleischhalle. zum Preise von 1200 Reichstalern und hält dort bis zum Abbruch im Jahre 1844 ihre Messen ab.
- Die Niederlassung der Jesuiten (Residenz) wird zur Studienanstalt, zum Kollegium erhoben.

## 1650
- 16. November: Herzog Wolfgang Wilhelm genehmigt die Übernahme des von Margareta Brandroster mit einer großen Stiftung bedachten Gasthauses auf dem Gelände der jetzigen Peschschule durch Aachener Elisabetherinnen.

## 1651
- 6. Januar: Drei Elisabetherinnen beginnen mit ihrer Krankenpflegearbeit in Düren. Sie wohnen in der Hausmeisterwohnung des Heilig-Geist-Hauses auf dem Gelände der jetzigen Peschschule.

## 1652
- 4. April: Städtetag des Herzogtums Jülich in Düren.

## 1653
- Seit dieser Zeit lassen sich am Gymnasium Aufführungen von durchweg lateinischen, seltener deutschen, Jesuitendramen nachweisen.

## 1654
- Ende Juli: Die Elberfelder und Langenberger Leinenkrämer dehnen, unter Protest des Rates, eigenmächtig den Annamarkt (Vorläufer der heutigen Annakirmes) auf sieben Tage aus; die Verlängerung setzt sich trotzdem durch.

## 1655
- Die Jesuiten erhalten das Patronat der Annakirche.

## 1656
- Die Kapuziner kommen nach Düren und errichten ein Kloster mit Kirche Ecke Kämergasse/Altenteich.

## 1661
- 9. Juli: Der Herzog bewilligt den vier Hauptstädten des Herzogtums Jülich (Jülich, Düren, Münstereifel und Euskirchen) die Selbstständigkeit ihrer Verwaltung.

## 1662
- Vollendung des Umbaus des Annuntiatenklosters in der Zehnthofstr. und Neubau der Kirche.

## 1663
- Neubau des Gasthauses auf dem Gelände der jetzigen Peschschule mit Klosterkirche. Die Kirche wird erst 1684 geweiht.
- Der Rat ordnet eine Volkszählung aller Einwohner über 15 Jahre an.

## 1664
- Der Orgelbauer Wilhelm Gummersbach aus Köln erstellt eine neue Orgel für 320 Reichstaler in der Franziskanerkirche.
- Die Cellitinnen bauen eine Klosterkirche.
- Stiftung des Wehrmeisterkreuzes Ecke Rütger-von-Scheven-Str./Aachener Str. durch den späteren Bürgermeister Dietrich Leers (Bürgermeister ab 1678) und dessen Ehefrau Anna Richmudis von Berchem.

## 1665–1666
- Abermals bricht eine große Seuche aus.

## 1666
- Neubau des Gasthausklosters der Elisabetherinnen.
- 16. Dezember: Herzog Philipp Wilhelm lässt nach Teilung der Jülich-Klevischen Erbschaft seine Huldigung wegen der Seuche bei den Mühlen an der Rur vornehmen.

## 1670
- Die Jesuiten errichten eine Mädchenschule mit geistlichen Jungfrauen als Lehrerinnen.
- 1. Mai: Grundsteinlegung zum Neubau des Franziskanerklosters.

## 1672
- 26. April: Der in Cölln an der Spree abgeschlossene Religionsvergleich zwischen Pfalz-Neuburg und Brandenburg bringt den Reformierten und Lutheranern in Düren die endgültige Religionsfreiheit.

## 1673
- 21. August: In Gegenwart des Pfalzgrafen Philipp Wilhelm wird der 1670–1673 errichtete Neubau des Jesuitenkollegiums eingeweiht.

## 1674
- Die Dürener Gegend wird von französischen Truppen unter Marschall Henri de La Tour d’Auvergne, vicomte de Turenne geplündert.
- Das alte Gasthauskloster wird abgerissen.
- Nach Abzug der französischen Truppen werden die Dürener Vororte bis 1676 neu gebaut.

## 1675
- Dezember: Düren muss auf Burg Schloßberg in Birkesdorf einen einquartierten Generalstab der niederländisch-deutschen Truppen vom Heere Ludwig XIV. von Frankreich verpflegen.

## 1678
- 13. Oktober: Der Marschall von Luxemburg erzwingt mit dem französischen Hauptheer die Besetzung der Stadt, quartiert 5000 Soldaten ein und lässt 80 Häuser von geflüchteten Bürgern abreißen.

## 1679
- 14. Dezember: Abzug der restlichen französischen Truppen, die zur Eintreibung von Kriegsentschädigung in Düren geblieben waren.

## 1680
- Gründung der Antonius-Bruderschaft.

## 1681
- 2. August: Die Ursulinen aus Lüttich kommen nach Düren und errichten ebenfalls eine Mädchenschule. Sie pachten das Schwarzenbroicher-Haus in der Schellengasse, welches vorher den Kreuzbrüdern gehörte. Es gehörte zu Kloster Schwarzenbroich, zwischen Gürzenich und Schevenhütte gelegen. Dort bleiben sie nur ein Jahr und wechseln noch mehrmals die Häuser.

## 1684
- 29. April: Weihe der Annuntiatenkirche in der Zehnthofstraße. Bisher gab es dort nur eine Klosterkapelle.

## 1686
- Die Ursulinen kaufen in der unteren Kölnstr. (Ecke Schützenstr. gegenüber der Post) das Spetgensche Haus.

## 1688
- Kurfürst Philipp Wilhelm wird in den Pfälzischen Erbfolgekrieg verwickelt, in dem Ludwig XIV. von Frankreich Anspruch auf Teile der linksrheinischen Kurpfalz erhebt und die Anerkennung seiner Reunionen durchsetzen will.
- 15. Dezember: Der französische Marschall Marquis de Varennes besetzt Düren.

## 1689
- 22. März: Die Franzosen ziehen aus Düren ab.
- Oktober: Französische Truppen brennen u. a. Distelrath und das benachbarte, hierdurch untergegangene Miesheim nieder.

## 1690
- 10. August: Gefecht zwischen Dürenern und Franzosen vor dem Wirteltor.

## 1692
- 20. Januar: Turmwächterordnung mit Rauch-, Sauf- und Tanzverbot.

## 1696
- Der Dürener Amtmann Freiherr Johann Adolf Wolff Metternich zur Gracht veranlasst den Auszug der ersten Dürener Prozession nach Kevelaer aus der Franziskanerkirche.

## 1697
- Der Rat lässt die St.-Martin-Glocke neu gießen.

## 1699
- Die Ursulinen errichten einen weiteren Flügel an ihrem Kloster.